# Tim Krul
Timothy Michael Krul (La Haya, 3 de abril de 1988), conocido como Tim Krul, es un futbolista neerlandés que juega como portero y se encuentra sin equipo tras abandonar el Luton Town F. C.

## Trayectoria

### Newcastle United

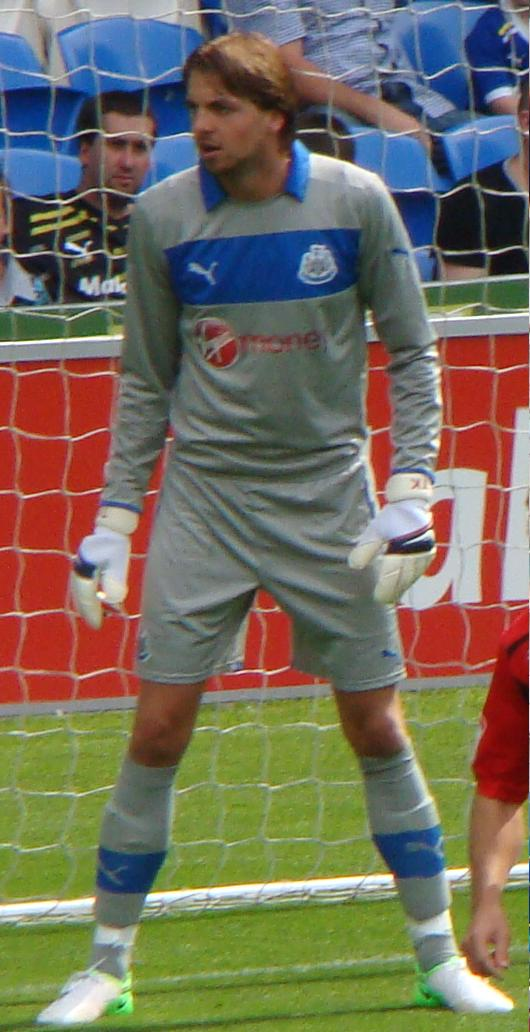
Krul en el Newcastle United en 2012.

Nacido en La Haya, firmó por el Newcastle en julio de 2005, por un periodo de tres años desde su anterior equipo, el ADO Den Haag. Jugó en el Campeonato de Europa Sub-17 con los Países Bajos en la Toscana en mayo de 2005. Hizo su primera aparición con el Newcastle United en la pretemporada de 2006, en la derrota frente al PSV Eindhoven. Tras la marcha de Shay Given al Manchester City, Krul fue designado como segundo portero.
Hizo su debut en la Copa de la UEFA el 2 de noviembre, frente al Palermo. Sin embargo quedó lesionado en el calentamiento contra el Palermo por lo que necesitó dos operaciones de cartílago, y como consecuencia, estuvo fuera de los terrenos de juego durante casi 6 meses. Regresó en abril de 2007. El 13 de junio, firmó un nuevo contrato de cuatro años con el Newcastle. En el mismo mes, fue parte de la selección sub-21 neerlandesa que ganó el Campeonato de Europa.

#### Falkirk
El 3 de agosto, el Falkirk consiguió su cesión hasta el 1 de enero de 2008, aunque posteriormente fue prorrogado hasta el final de la temporada. Sin embargo, sufrió una luxación del hombro durante la Copa de Escocia contra al Aberdeen, con lo que se perdió el resto de temporada.

### Carlisle United
El 21 de noviembre, se le cedió de nuevo durante un mes, esta vez al Carlisle United. El préstamo se amplió para abordar un mes adicional en diciembre, pero Krul volvió al Newcastle en enero.

### Regreso a Newcastle
Regresó al Newcastle como segundo arquero del equipo por debajo de Steve Harper. Krul debutó en el primer encuentro de la EFL Championship el 8 de agosto de 2009 ante el West Bromwich Albion. 
Jugó 8 temporadas con el Newcastle desde su regreso.

### Préstamos en Países Bajos
El 25 de agosto de 2016, Krul renovó su contrato con el Newcastle por un año, y se fue a préstamo por toda la temporada al Ajax, aunque su cesión al final fue más corta, jugó la gran parte de su tiempo en el equipo reserva, y en enero de 2017 fue enviado a préstamo al AZ Alkmaar para el resto de la temporada.

### Brighton & Hove Albion
El 31 de agosto de 2017, Krul firmó un préstamo al Brighton & Hove Albion de la Premier League por toda la temporada. Debutó con el club en la EFL Cup el 19 de septiembre ante el Bournemouth. Luego ese mes ficharía permanentemente con el club, terminando un periodo de doce años en el Newcastle United. Krul dejó el club al final de la temporada.

### Norwich City
Fichó por el Norwich City de la EFL Championship el 24 de julio de 2018 por dos años. Fue el arquero titular del equipo en su primera temporada, año en que el Norwich ganó la Championship y aseguró su regreso a la Premier League.

## Selección nacional

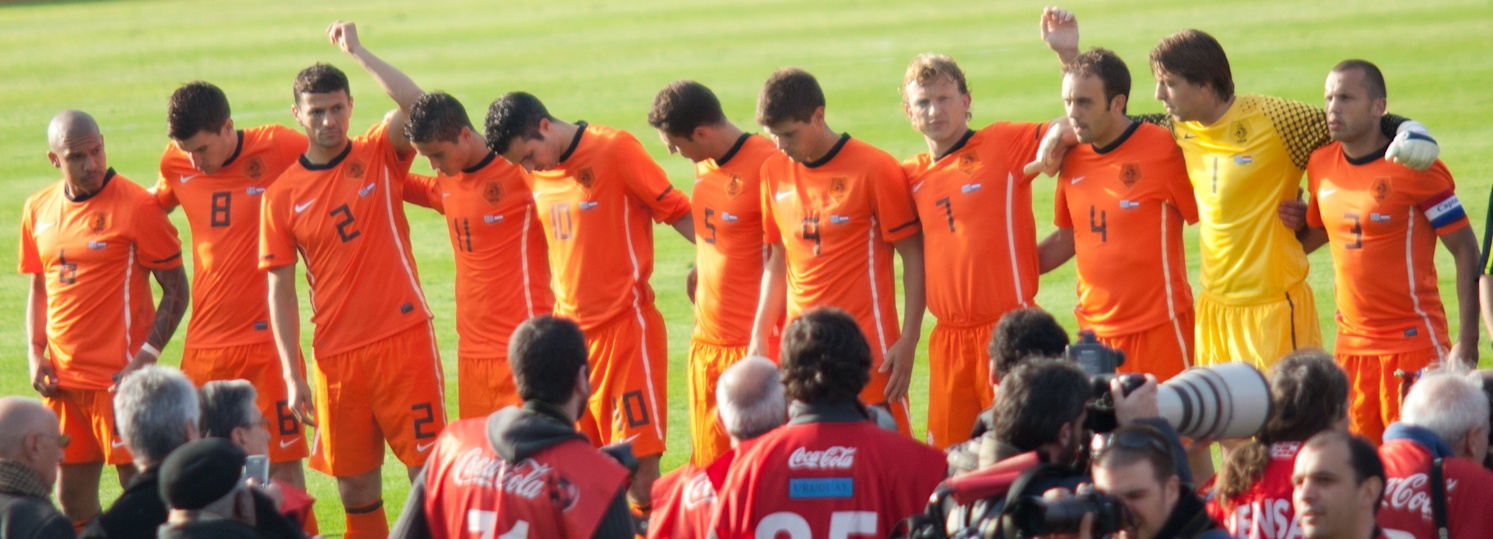
Krul con la Selección de fútbol de los Países Bajos en 2011.

Fue convocado con su selección por primera vez para disputar la Copa Mundial de fútbol Sub-17 en Perú.
En 2012 fue incluido para jugar la Eurocopa 2012 aunque no disputó ningún partido
El 13 de mayo de 2014, Krul fue incluido por el entrenador de la selección de los Países Bajos, Louis van Gaal, en la lista preliminar de 30 jugadores que representarán a ese país en la Copa Mundial de Fútbol de 2014 en Brasil. Finalmente fue confirmado en la nómina definitiva de 23 jugadores el 31 de mayo. En dicho Mundial, debutó en el partido de cuartos de final contra Costa Rica, cuando el entrenador Louis van Gaal le dio entrada en el tiempo añadido de la prórroga, siendo el portero en la tanda de penaltis y atajando dos de ellos, dando el pase a su selección a las semifinales del torneo.

### Participaciones en Copas del Mundo
| Mundial                        | Sede   | Resultado     | Partidos | Goles |
| ------------------------------ | ------ | ------------- | -------- | ----- |
| Copa Mundial de Fútbol de 2014 | Brasil | Tercer puesto | 1        | 0     |

## Clubes
| Club                           | País         | Año       |
| ------------------------------ | ------------ | --------- |
| Newcastle United F. C.         | Inglaterra   | 2006-2017 |
| Falkirk F. C. (cedido)         | Escocia      | 2007-2008 |
| Carlisle United F. C. (cedido) | Inglaterra   | 2008-2009 |
| A. F. C. Ajax (cedido)         | Países Bajos | 2016-2017 |
| AZ Alkmaar (cedido)            | Países Bajos | 2017      |
| Brighton & Hove Albion F. C.   | Inglaterra   | 2017-2018 |
| Norwich City F. C.             | Inglaterra   | 2018-2023 |
| Luton Town F. C.               | Inglaterra   | 2023-2025 |

## Palmarés

### Campeonatos nacionales
| Título           | Club               | País       | Año     |
| ---------------- | ------------------ | ---------- | ------- |
| EFL Championship | Norwich City F. C. | Inglaterra | 2018-19 |
| EFL Championship | Norwich City F. C. | Inglaterra | 2020-21 |

## Vida personal
Vive junto con su esposa y ambos tienen una hija llamada Sophie.